# ده جران (غوغر)
ده جران (بالفارسية: ده جران) هي قرية تقع في إيران في قسم غوغر الريفي.